# تاتسو یوشیدا
تاتسو یوشیدا (吉田 竜夫 Yoshida Tatsuo) انیمیشن ساز ژاپنی که اولین کمپانی انیمیشن ژاپنی را راه اندازی کرد و اولین کارتون ژاپنی با پخش جهانی را ساخت.

## زندگی
یوشیدا در ۱۹۳۲ به دنیا آمد. سال ۱۹۳۲ شرکت تاتسونوکو را با برادرهایش راه انداخت و سال ۱۹۷۷ از سرطان کبد درگذشت.